# Коровайка (рід)
Коровайка (Plegadis) — рід пеліканоподібних птахів родини ібісових (Threskiornithidae). Включає три види.

## Поширення
Один вид Коровайка (Plegadis falcinellus) поширений на всіх континентах, крім Антарктиди. Інші два види поширені в Північній та Південній Америці.

## Види
| Зображення | Наукова назва        | Звичайне ім'я          | Поширення |
| ---------- | -------------------- | ---------------------- | --- |
|            | Plegadis falcinellus | Коровайка бура         | регіони Європи, Азії, Африки, Австралії, Атлантичного та Карибського регіонів Америки                                                                                                   |
|            | Plegadis chihi       | Коровайка американська | західні частини США на південь через Мексику, а також з південного сходу Бразилії та південного сходу Болівії на південь до центральної Аргентини та вздовж узбережжя центральної Чилі. |
|            | Plegadis ridgwayi    | Коровайка тонкодзьоба  | Аргентина, Болівія, Чилі та Перу |